# 茜あずさ
茜 あずさ（あかね あずさ、1994年3月14日 - ）は、日本の元グラビアアイドル、元タレント、元AV女優である。東京都出身。

## 略歴・人物
2013年5月23日のブログにて、6月19日にアイデアポケット専属でAVデビューする事を発表。
趣味は、寝ること、食べること。好きな食べ物はチョコレート。

## 作品

### イメージDVD
- あずにゃん（2012年8月31日、竹書房）
- NEW KISS（2012年11月23日、スパイスビジュアル）[3]
- 蕾の咲くころ（2013年2月22日、スパイスビジュアル）※ヌードイメージビデオ

### アダルトビデオ

#### アイデアポケット
2013年
- FIRST IMPRESSION69 （6月19日）
- グラドルの本気SEX4本番（7月19日）
- グラドル×学園コス（8月19日）
- ドジッ娘ナースのHな看護（9月19日）
- 美少女のパイパンSEX（10月19日）
- ヤリたくなるカラダとかけたくなる美顔（11月19日）
- 僕とあずさの甘〜い性活（12月19日）

2014年
- DIGITAL CHANNEL 茜あずさ（1月1日）
- 世界最高級ソープへようこそ 茜あずさ（3月19日）
- 激ピストン あずさがイクまで腰振るのを止めない！（4月19日）
- Wつるつるパイパン&Wマシマロおっぱい（5月19日）
- ドち○ぽ中毒のオンナ（6月19日）

#### キカタン
- 逆ナン×即ヌキ×ドスケベ娘 練馬区編（7月10日、プレステージ）
- 過激すぎるド素人娘 4時間スペシャル 16（7月11日、S級素人）
- 女子校生中出しソープ（8月1日、ワンズファクトリー）
- 妊娠してもいいから中に出して（8月7日、グローリークエスト）
- パンチラ女教師（8月7日、プレミアム）
- 水着素人限定ナンパ4時間スペシャル!!（8月8日、ケイ・エム・プロデュース）
- 絶頂103回!!（8月13日、E-BODY）
- フレッシュなアダルトモデルさんが挑戦!!真面目な予備校生達とSEXまで出来るのか!?（8月22日、ケイ・エム・プロデュース）

### 写真集
- seasons（2013年2月6日、双葉社、撮影：木原伸幸）ISBN 978-4575305074

電子写真集
2012年
- J浪漫 茜あずさ（週刊プレイボーイ）[4]

### WEB
2013年
- デジグラ
- LOVEPOP

## 出演

### NET
- USTREAM 『あずにゃんにゃんTV』